# Eupithecia praesignata
Eupithecia praesignata är en fjärilsart som beskrevs av Bohatsch 1893. Eupithecia praesignata ingår i släktet Eupithecia och familjen mätare. Inga underarter finns listade i Catalogue of Life.